# Fiat 680
L'autocarro Fiat 680 N rappresentò la prima innovazione nel mondo del trasporto pesante nel dopoguerra per la Fiat Veicoli Industriali. Sostituì il Fiat 666 N, e fu prodotto dal 1949 al 1952.

## Storia e caratteristiche
Era equipaggiato con un motore 6 cilindri diesel avente una cilindrata di 10.170 cm3 e 4 valvole per cilindro erogante una potenza massima di 123 cv. La cabina, pur essendo di forma tondeggiante, risultava meno austera rispetto a quella del suo predecessore. Era dotato di un cambio di velocità con riduttore per ciascuna marcia (4 normali + 4 ridotte e 2 retromarce). La leva delle ridotte era posizionata vicino al volante. Fu costruito sia in versione 4X2, che in versione 6X2 (questi ultimi disponevano di un terzo asse aggiunto da un allestitore specializzato, in quanto la Fiat non ha mai prodotto allestimenti inerenti al terzo asse aggiunto sterzante).
La Fiat ha prodotto anche degli autotelai allungati equipaggiati con questo motore, i quali venivano forniti ai vari allestitori dell'epoca (uno di questi era la Viberti di Torino). Nelle officine di questi allestitori venivano prodotti i vari modelli di autobus denominati Fiat 680 RN (extraurbano) e 680 RNU (urbano).